# Oxypetalum heptalobum
Oxypetalum heptalobum är en oleanderväxtart som beskrevs av Goyder och Rapini. Oxypetalum heptalobum ingår i släktet Oxypetalum och familjen oleanderväxter. Inga underarter finns listade i Catalogue of Life.